# 津田純一

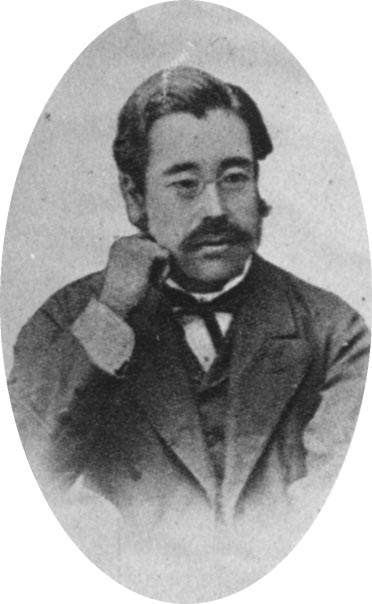
津田純一

津田 純一（つだ じゅんいち、1850年6月21日（嘉永3年5月12日） - 1924年（大正13年）1月23日）は、明治期の教育者、法学者、官僚。

## 経歴
中津藩士・津田耕烟の子。慶應義塾に学び、藩主奥平昌邁に随行して渡米、カナーバ大学に入った。帰朝後、1879年（明治12年）9月に大学予備門の英語教員として就職したが、このころ慶應義塾夜間法律科講師に転ずる。夜間法律科閉鎖後、一時、外務省へ移ったが間もなく明治十四年の政変で退職した。1881年（明治14年）1月、京浜在住の維持社員が演説館に集まって慶應義塾仮憲法を定め、理事委員を選挙したことがあるが、津田もその一人として選ばれている。その後、東奥義塾の校長に任ぜられて赴任、さらにひきつづき、石川県専門学校教授、三重師範学校長、兵庫師範学校校長、大分中学校長などを歴任した。一時、韓国興農会社を経営したこともあったが、明治の末、ふたたび教育界に復帰し、大分県下毛高等女学校長として十数年在職した。1924年（大正13年）、75歳で死去した。